# Distretto di Bellinzona
Il distretto di Bellinzona, anche detto Bellinzonese, è un distretto del Canton Ticino, in Svizzera. Confina con i distretti di Riviera a nord, di Locarno a ovest e di Lugano a sud, con l'Italia (Provincia di Como in Lombardia) a sud-est e con il Canton Grigioni (regione Moesa) a nord-est. Il capoluogo è Bellinzona.
La modifica amministrativa più importante della sua storia è costituita dalla riforma dei comuni del Bellinzonese.
Nel 2017 13 comuni hanno deciso di aggregarsi al centro principale di Bellinzona. Il distretto passa da una situazione di 17 a soli 6 comuni e inoltre il territorio dell ex-comune di Claro passa dal distretto confinante di Riviera a questo.

## Geografia fisica
Il distretto di Bellinzona è il sesto distretto per superficie ed il quarto per popolazione del Canton Ticino.
La massima elevazione del distretto è il Poncione di Piotta (2.439 m). Altre cime principali comprendono la Cima dell'Uomo (2.390 m), il Camoghè (2.232 m) ed il Corno di Gesero (2.231 m).
I fiumi principali del distretto sono il Ticino, con gli affluenti Morobbia e Traversagna. La Moesa confluisce nel Ticino ad Arbedo-Castione, mentre il Vedeggio, tributario del lago di Lugano, nasce a monte di Isone.

## Infrastrutture e trasporti

### Strade
Il territorio del distretto è attraversato dall'autostrada A2/E35 Basilea-Chiasso che collega il nord della Svizzera con l'Italia attraverso il San Gottardo, Lugano ed il valico di Brogeda. L'autostrada ha uscite nel distretto a Bellinzona sud e Bellinzona Nord. L'autostrada A13/E43 Sankt Margrethen-Bellinzona, che collega il nord-est della Svizzera con il Canton Ticino attraverso Coira ed il San Bernardino, confluisce nella A2 poco dopo l'uscita di Bellinzona nord.
La strada principale 2 attraversa il territorio del distretto da Cadenazzo ad Arbedo-Castione attraversando Bellinzona. La strada principale 13 attraversa il distretto da Gudo a Lumino passando anch'essa per Bellinzona.

### Ferrovie
Il territorio del distretto è attraversato dalla ferrovia del Gottardo, e dalle sue diramazioni Bellinzona-Locarno e Cadenazzo-Luino.

Da Castione partiva la Ferrovia Mesolcinese, a scartamento ridotto, aperta dal 1907 al 1972 al traffico passeggeri regolare; dal 1995 al 2013 è stata in uso la tratta Castione-Cama al solo traffico turistico.

## Geografia antropica

### Suddivisioni amministrative
Il distretto di Bellinzona è diviso in 3 circoli e 6 comuni:

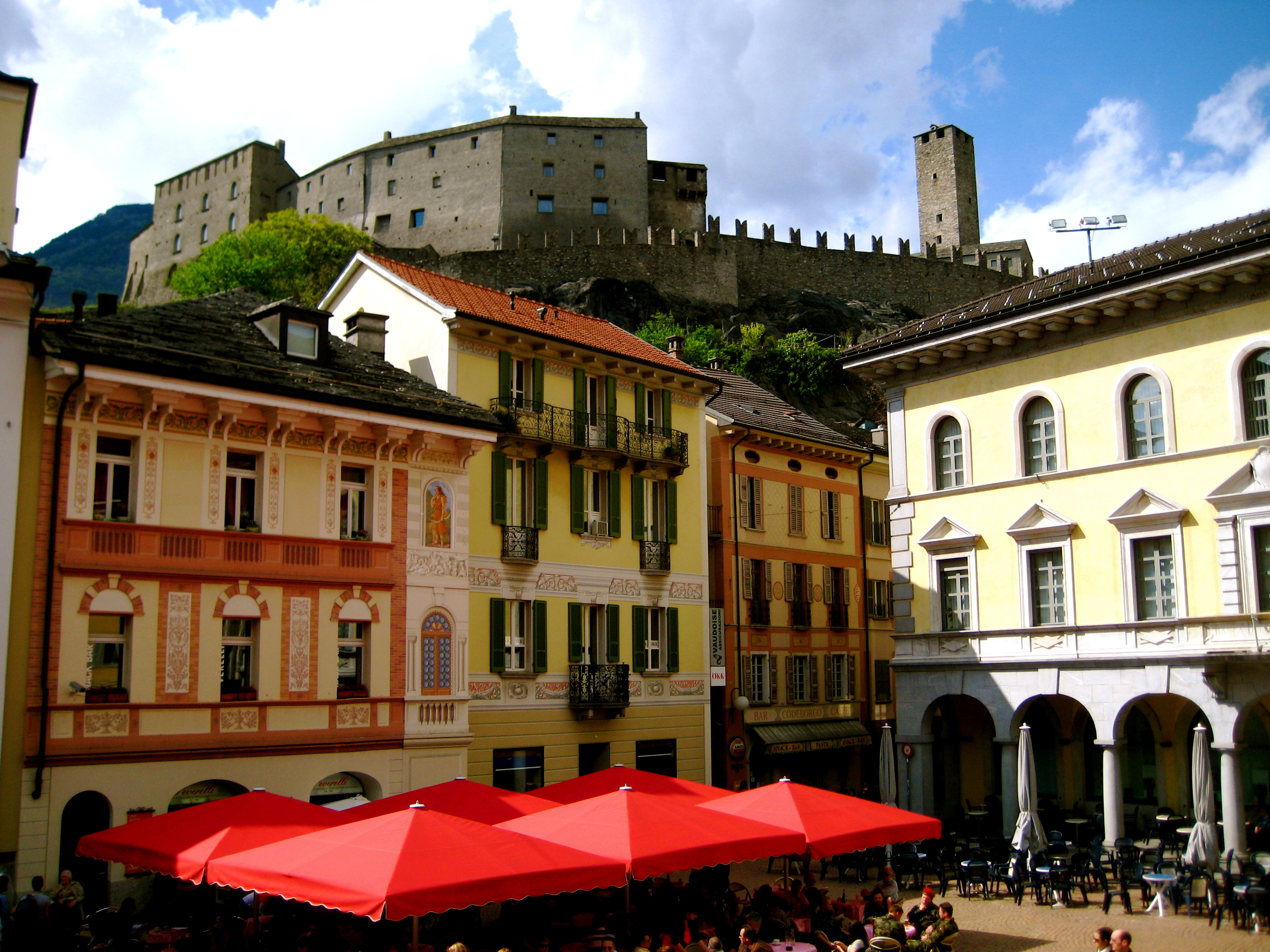
Castelgrande, Bellinzona

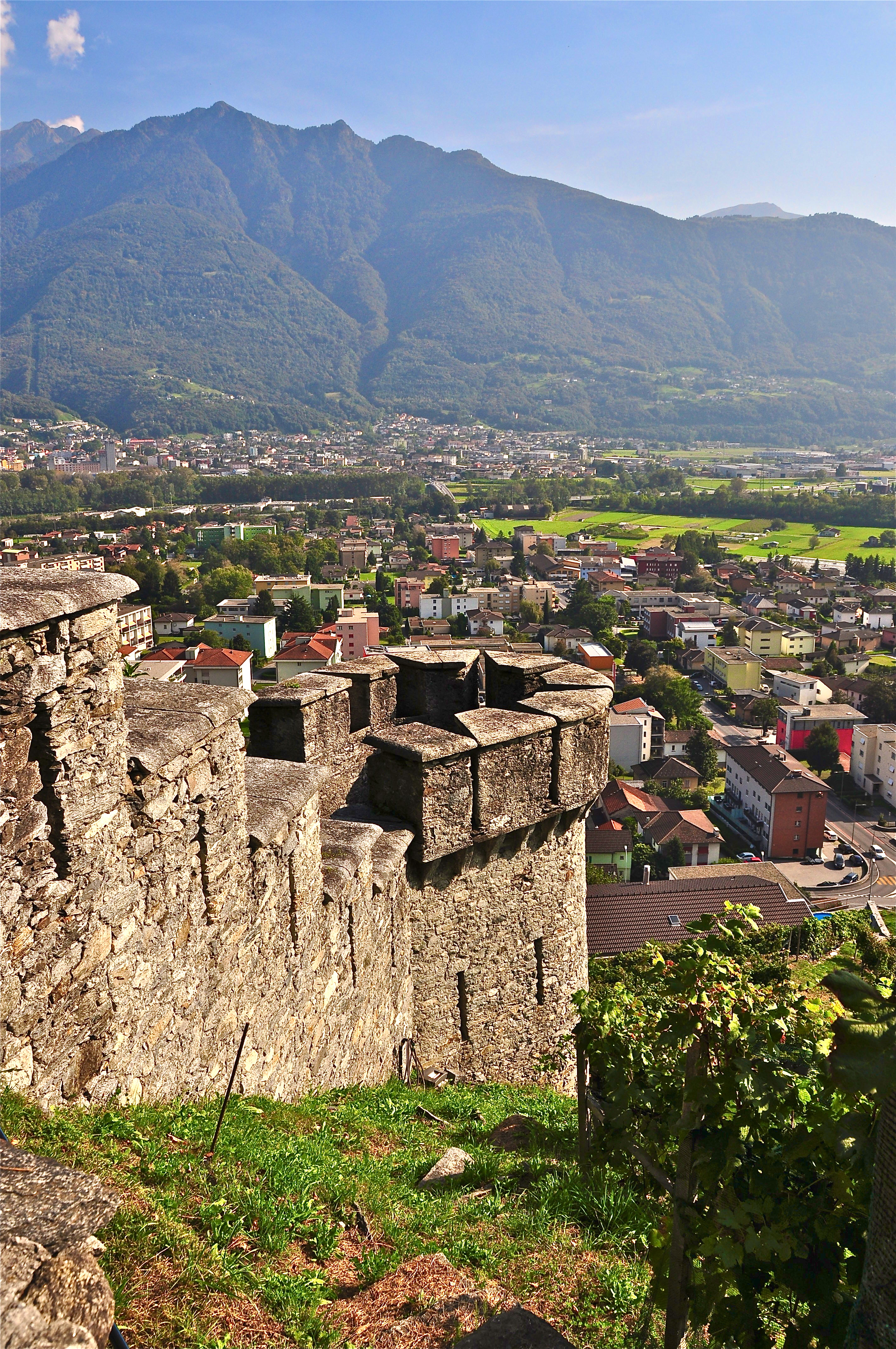
Fortini della fame, Sementina

| Circolo di Arbedo Castione | Circolo di Arbedo Castione | Circolo di Arbedo Castione | Circolo di Arbedo Castione |
| Stemma                     | Nome del comune            | Abitanti 31-12-2016        | Superficie in km²          |
| -------------------------- | -------------------------- | -------------------------- | -------------------------- |
| Arbedo-Castione            | Arbedo-Castione            | 4944                       | 21.3                       |
| Lumino                     | Lumino                     | 1448                       | 10.0                       |

| Circolo di Bellinzona | Circolo di Bellinzona | Circolo di Bellinzona | Circolo di Bellinzona |
| Stemma                | Nome del comune       | Abitanti 31-12-2016   | Superficie in km²     |
| --------------------- | --------------------- | --------------------- | --------------------- |
| Bellinzona            | Bellinzona            | 43428                 | 164.96                |

| Circolo di Sant'Antonino | Circolo di Sant'Antonino | Circolo di Sant'Antonino | Circolo di Sant'Antonino |
| Stemma                   | Nome del comune          | Abitanti 31-12-2016      | Superficie in km²        |
| ------------------------ | ------------------------ | ------------------------ | ------------------------ |
| Cadenazzo                | Cadenazzo                | 2855                     | 8.4                      |
| Isone                    | Isone                    | 384                      | 12.8                     |
| Sant'Antonino            | Sant'Antonino            | 2452                     | 6.6                      |

## Comunanze
Il distretto di Bellinzona comprende una comunanza:
| Nome della comunanza            | Comuni                | Superficie km² | Codice BFS |
| ------------------------------- | --------------------- | -------------- | ---------- |
| Comunanza Cadenazzo/Monteceneri | Monteceneri Cadenazzo | 2,88           | 5391       |

## Variazioni amministrative dal 1803

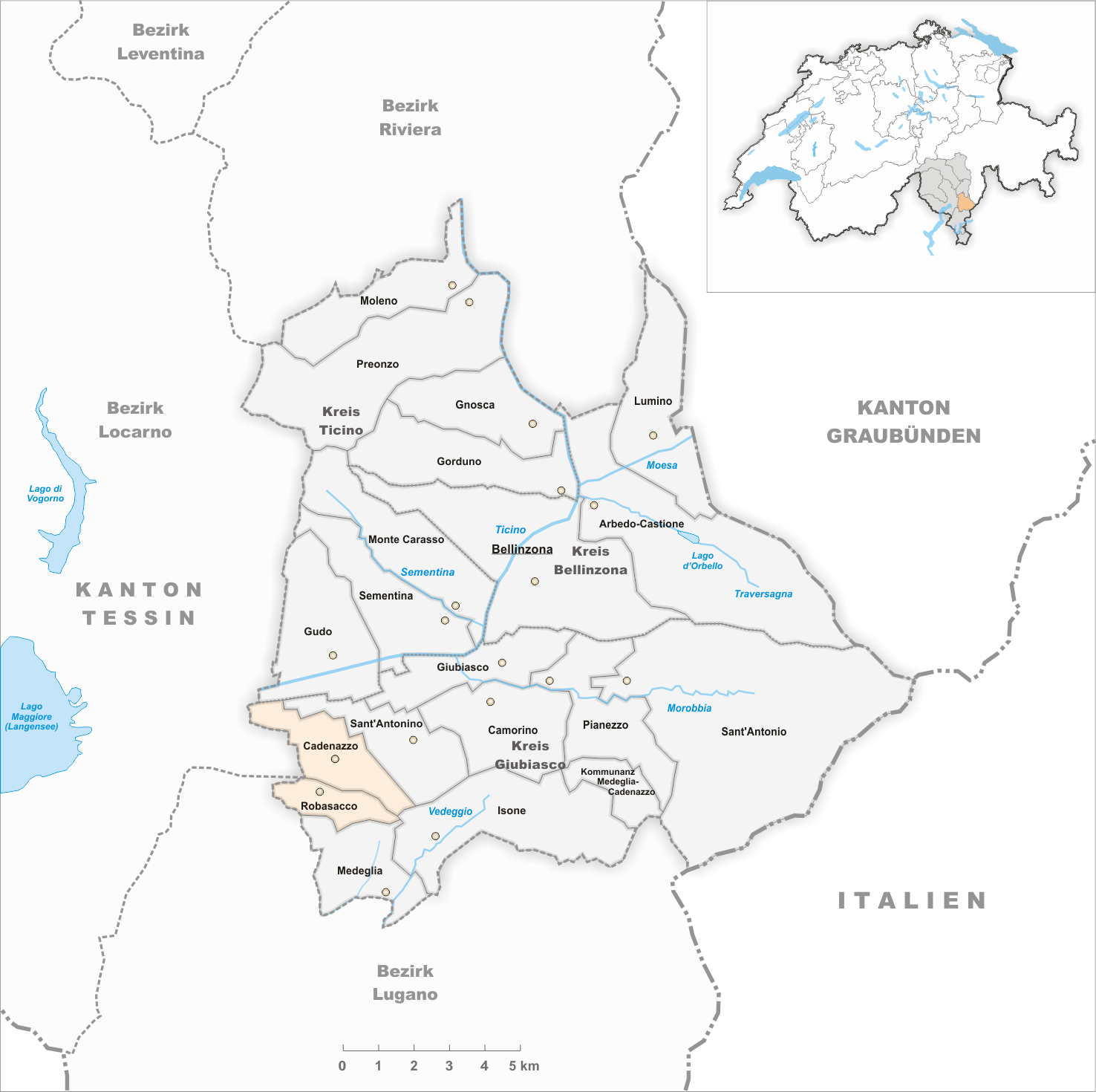
I comuni fino al 2005
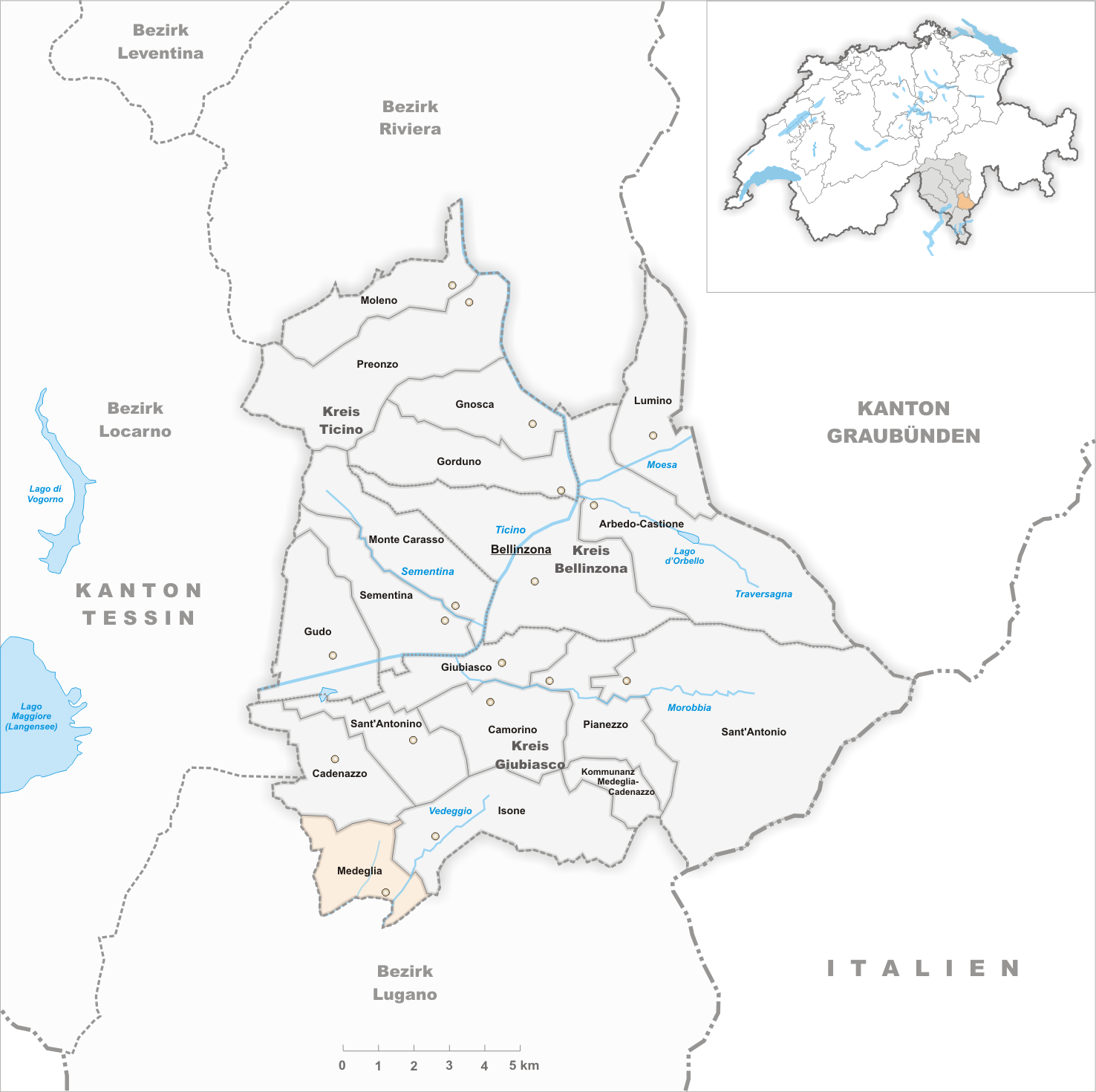
I comuni fino al 2010
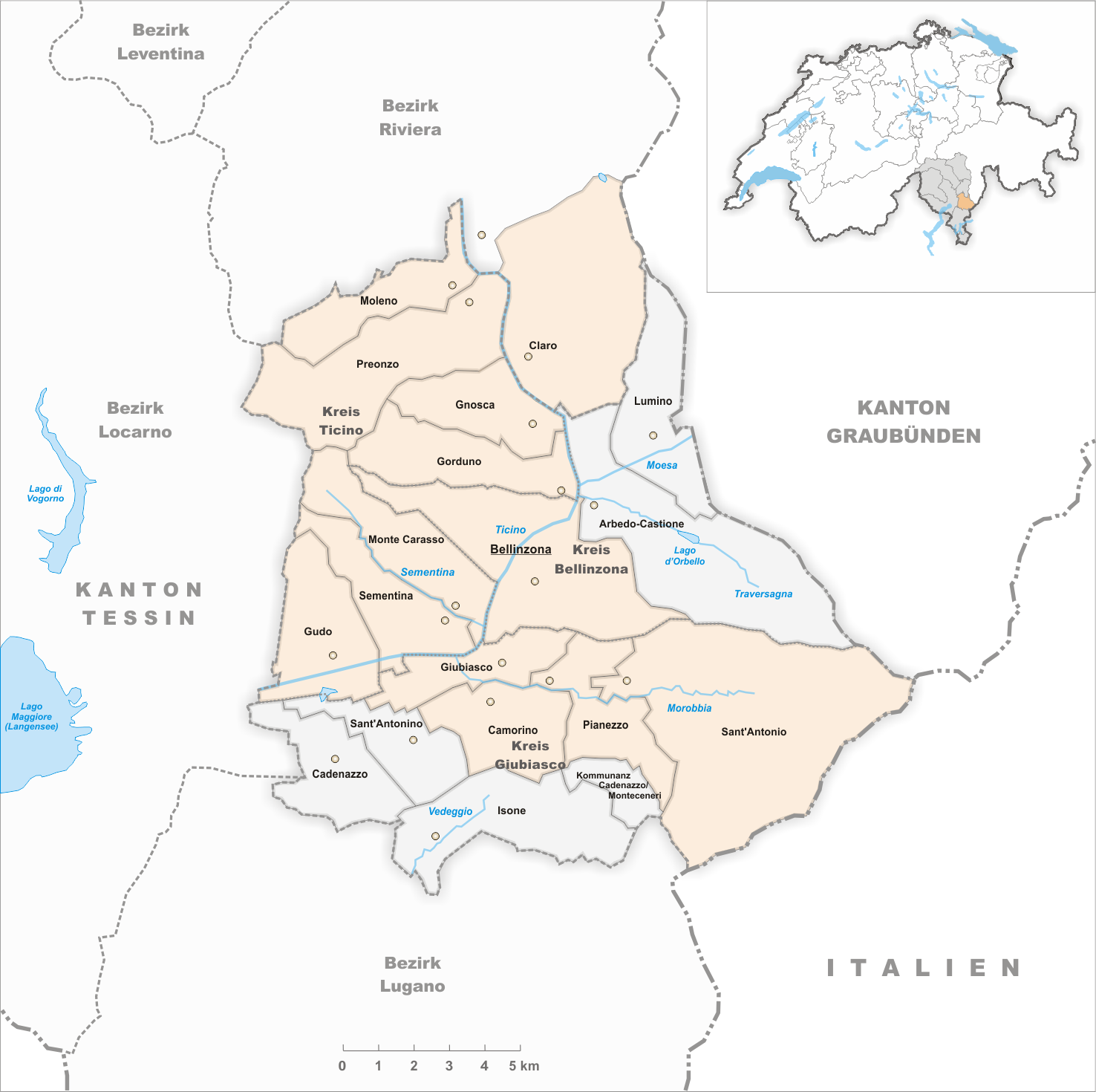
I comuni fino al 2017

- 23 novembre 1831: il comune di Vallemorobbia viene diviso nei comuni di Pianezzo, Sant'Antonio e Vallemorobbia in Piano.
- 2 dicembre 1867: il comune di Vallemorobbia in Piano viene incorporato nel comune di Giubiasco.
- 18-20 novembre 1907: i comuni di Carasso, Ravecchia e Daro vengono incorporati nella città di Bellinzona.
- 13 marzo 2005: il comune di Robasacco viene incorporato nel comune di Cadenazzo.
- 21 novembre 2010: il comune di Medeglia viene incorporato nel comune di Monteceneri, trasferendosi così nel distretto di Lugano.
- 3 aprile 2017: nasce la Nuova Bellinzona, che riunisce in un unico ente locale denominato Bellinzona i comuni di Camorino, Claro, Giubiasco, Gnosca, Gorduno, Gudo, Moleno, Monte Carasso, Pianezzo, Preonzo, Sant’Antonio, Sementina e, chiaramente, Bellinzona. Il comune di Claro, precedentemente compreso nel distretto di Riviera, passa al Bellinzonese. Tale aggregazione comunale modifica in sostanza il numero e la nomenclatura dei circoli esistenti all'interno del distretto.

## Cultura

### Istruzione
L'istruzione nella città si compone, come stabilito in tutto il Canton Ticino, di scuole per l'infanzia, scuole elementari e scuole medie.
Bellinzona è però sede anche di diverse strutture che ospitano studenti provenienti da tutto il Ticino, poiché specializzate in diversi campi.
Tra queste, vi è la storica Scuola Cantonale di Commercio da cui, oramai da più di cent'anni, giungono studenti da tutto il Cantone per frequentarla.
Si è poi istituita anche la Scuola Superiore Alberghiera, che fa parte dello stesso stabile di cui fa parte la SCC, lo Stabile Torretta.
Principalmente, non vi è un'area definita per le scuole, bensì si dispongono un po' sulle diverse zone cittadine.